# Кро-де-Ронеск
Кро-де-Роне́ск (фр. Cros-de-Ronesque, окс. Cros de Ronesque) — коммуна во Франции, находится в регионе Овернь. Департамент — Канталь. Входит в состав кантона Вик-сюр-Сер. Округ коммуны — Орийак.
Код INSEE коммуны — 15058.
Коммуна расположена приблизительно в 450 км к югу от Парижа, в 110 км южнее Клермон-Феррана, в 15 км к юго-востоку от Орийака.

## Население
Население коммуны на 2008 год составляло 127 человек.
| 1962 | 1968 | 1975 | 1982 | 1990 | 1999 | 2008 |
| ---- | ---- | ---- | ---- | ---- | ---- | ---- |
| 312  | 318  | 247  | 200  | 166  | 137  | 127  |

## Экономика

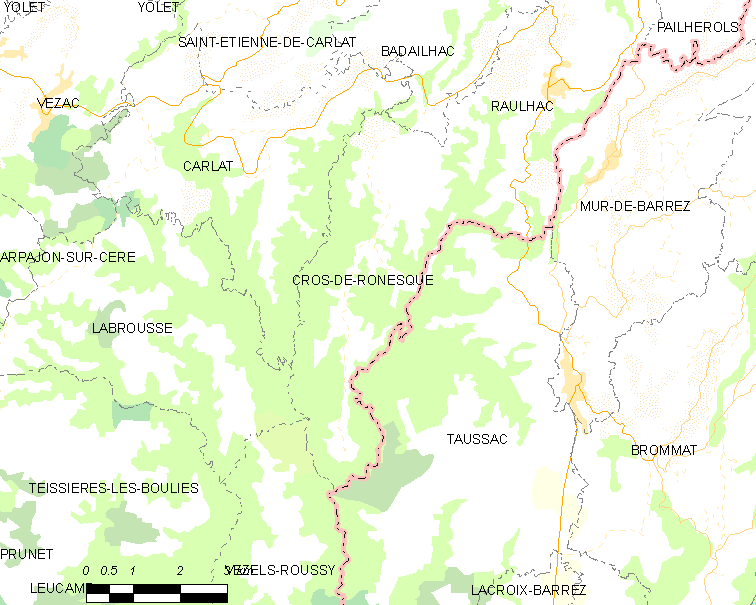
Карта коммуны

В 2007 году среди 78 человек в трудоспособном возрасте (15—64 лет) 57 были экономически активными, 21 — неактивными (показатель активности — 73,1 %, в 1999 году было 58,6 %). Из 57 активных работали 56 человек (29 мужчин и 27 женщин), безработным был 1 мужчина. Среди 21 неактивных 4 человека были учениками или студентами, 14 — пенсионерами, 3 были неактивными по другим причинам.

## Достопримечательности
- Церковь Сент-Илер (XV век). Памятник истории с 1930 года[3]
- Два дома (т. н. дома Дельпюш; 1-я четверть XIX века). Памятник истории с 1990 года[4]